# 미들랜즈주

미들랜즈 주의 위치

미들랜즈주(Midlands Province)는 짐바브웨 중부에 위치한 주로, 주도는 궤루이며 면적은 49,166km2, 인구는 1,500,000명(2002년 기준)이다. 7개 구(치룸한주, 고퀘, 궤루, 퀘퀘, 음베렝과, 슈루귀, 지샤바네)를 관할한다. 쇼나인, 은데벨레인, 츠와나인, 수투인, 체와인 등 여러 민족이 거주한다.

## 같이 보기
- 짐바브웨의 행정 구역